# Maddalena Hirschal

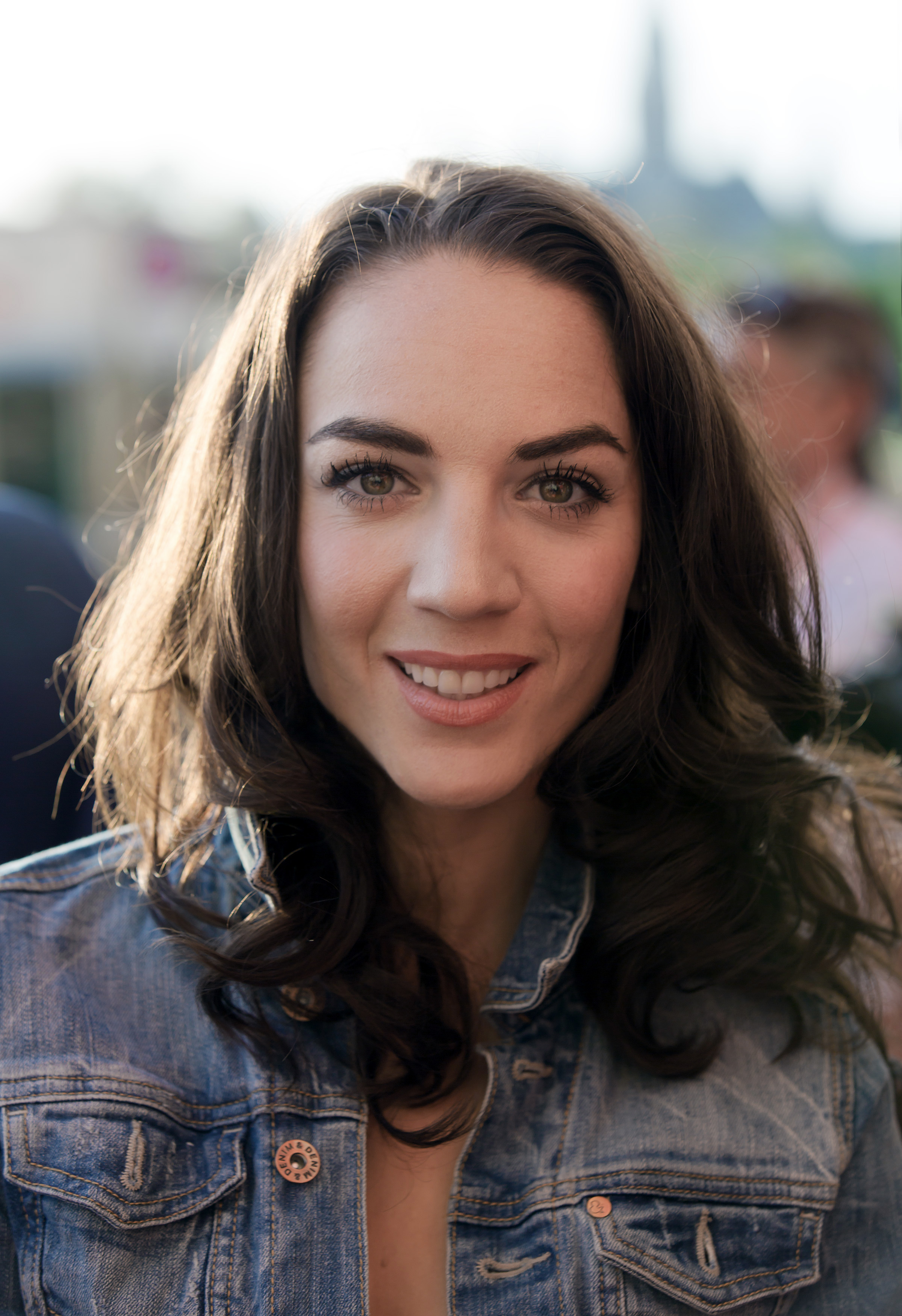
Maddalena Hirschal (2015)

Maddalena-Noemi Hirschal (* 31. Mai 1983 in Memmingen, Deutschland) ist eine österreichische Schauspielerin. Sie ist die Tochter von Adi Hirschal.

## Karriere
Hirschal studierte bis zu ihrem Abschluss 2007 Schauspiel an der Grazer Universität für Musik und Darstellende Kunst. 2006 wurde sie beim internationalen Treffen der Schauspielschulen in Brünn mit dem Preis für die beste weibliche Hauptrolle in Franz Grillparzers Libussa ausgezeichnet. Maddalena Hirschal ist seit 1995 auf diversen deutschsprachigen Theaterbühnen zu sehen. Dazu zählen (in Auswahl) das Theater in der Josefstadt, das Stadttheater Walfischgasse, das Schauspielhaus Graz, das Theater der Jugend in Wien und das Staatsschauspiel Dresden. Neben ihren Theaterengagements spielt sie in zahlreichen TV-Produktionen mit. Hirschal ist unter dem Nachnamen ihres Ex-Ehemannes als Maddalena Kerschbaumer als Kostümbildnerin tätig.

## Privates
Hirschal und ihr Partner Andres Stirn sind seit Oktober 2023 Eltern ihrer Tochter Karlotta.

## Filmografie
- 2000: Schlosshotel Orth – Endspurt (Fernsehserie)
- 2006: Der Tag, an dem der Papst gekidnappt wurde (Fernsehfilm)
- 2008: 1 1/2 Ritter – Auf der Suche nach der hinreißenden Herzelinde
- 2009: Karawankenkrimi (Fernsehfilm)
- 2010: Kottan ermittelt: Rien ne va plus
- 2011: Schnell ermittelt – Konrad Mautsch (Fernsehserie)
- 2011: Vatertag (Fernsehfilm)
- 2011: Der Mediator (Fernsehserie Folge 1)
- 2012: CopStories (Fernsehserie, 3 Folgen)
- 2012, 2018, 2022: SOKO Kitzbühel (Fernsehserie, 3 Folgen)
- 2013: Bad Fucking
- 2015: Kommissar Dupin – Bretonisches Gold (Fernsehserie)
- 2015: Beautiful Girl
- 2015: Planet Ottakring
- 2017: Die Migrantigen
- 2018: Dennstein & Schwarz – Sterben macht Erben
- 2019: Tatort – Wahre Lügen
- 2019: WaPo Bodensee – Skrupellos (Fernsehserie)
- 2019: Stadtkomödie – Curling for Eisenstadt
- 2021: Lena Lorenz: Eltern für mein Kind (Fernsehreihe)
- 2022: Schrille Nacht (Fernsehfilm)
- 2023: SOKO Donau (Fernsehserie, Folge Geliebter Mörder)
- 2024: Engel mit beschränkter Haftung (Fernsehfilm)